# Pedro (ur. 1997)
Pedro Guilherme Abreu dos Santos (ur. 20 czerwca 1997 w Rio de Janeiro) – brazylijski piłkarz występujący na pozycji napastnika w brazylijskim klubie Flamengo oraz w reprezentacji Brazylii. Wychowanek Fluminense, w trakcie swojej kariery grał także we Fiorentinie.